# Itame olivalis
Itame olivalis là một loài bướm đêm trong họ Geometridae.